# Red Moon (EP)
Red Moon es el séptimo EP del grupo surcoreano Mamamoo. El EP fue publicado el 16 de julio de 2018 por Rainbow Bridge World e incluye el sencillo principal «Egotistic», así como la canción «Selfish», un solo de Moonbyul en colaboración con Seulgi de Red Velvet.

## Lista de canciones
| N.º | Título                                        | Letras                              | Música                     | Duración |  |
| 1.  | «Midnight Summer Dream» (여름밤의 꿈)         | Comic Sound, Cosmic Girl, Moonbyul  | Comic Sound, Cosmic Girl   | 3:18     |  |
| 2.  | «Egotistic» (너나 해)                         | Kim Do-Hoon, Park Woo-sang          | Kim Do-Hoon, Park Woo-sang | 3:16     |  |
| 3.  | «Rainy Season» (장마)                         | Park Woo-sang                       | Kim Do-hoon, Park Woo-sang | 3:42     |  |
| 4.  | «Sky! Sky!» (하늘하늘)                        | Iggy, Yongbae, Moonbyul             | Iggy, Yongbae              | 3:21     |  |
| 5.  | «Sleep in the Car» (잠이라도 자지)            | Kim Do-hoon, Solar, Hwasa, Moonbyul | Kim Do-hoon, Solar         | 3:22     |  |
| 6.  | «Selfish» (Moonbyul con Seulgi de Red Velvet) | Park Woo-sang                       | Park Woo-sang              | 3:12     |  |